# 皮耶什佳尼區
48°35′21″N 17°50′3″E / 48.58917°N 17.83417°E

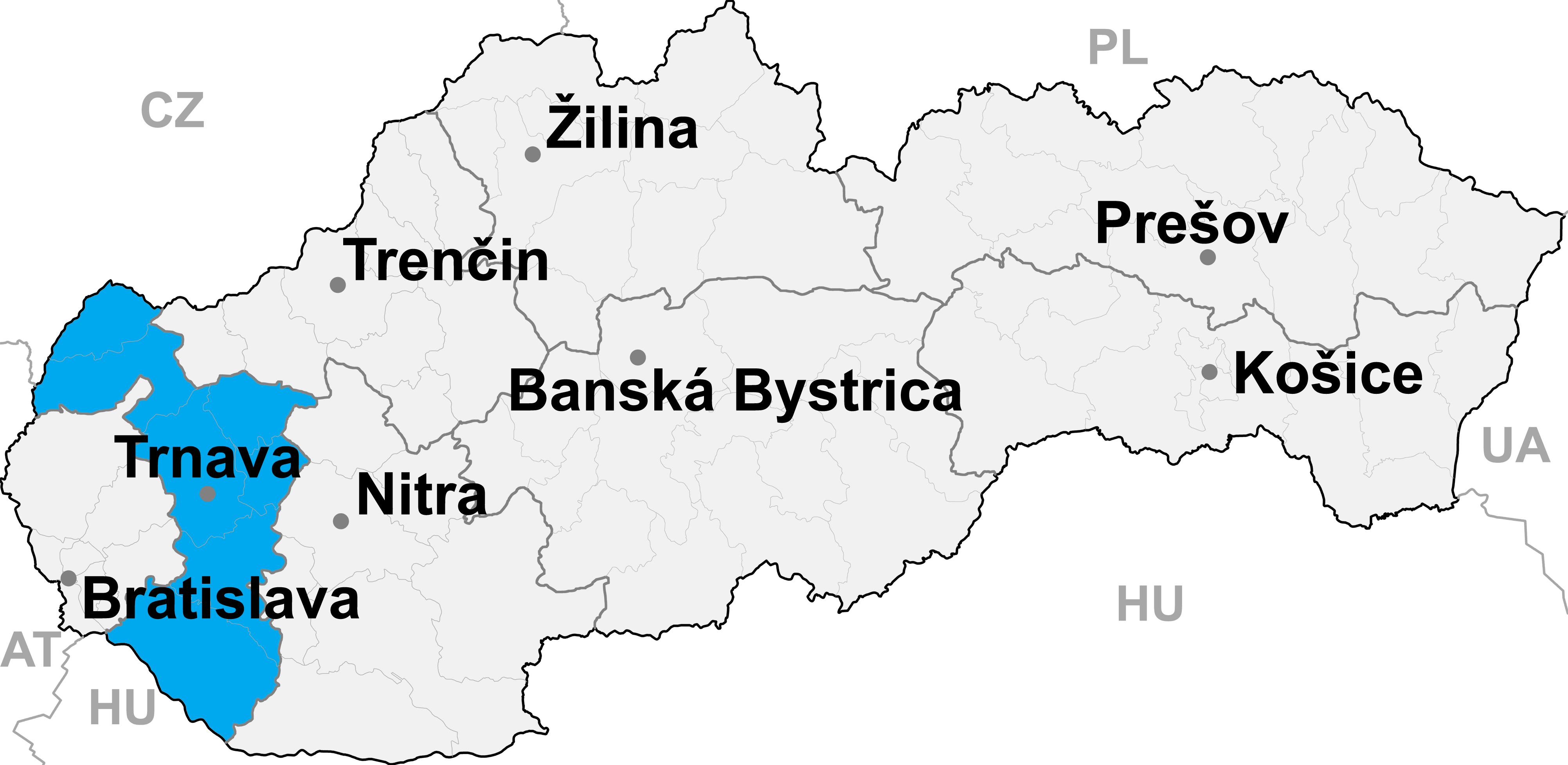

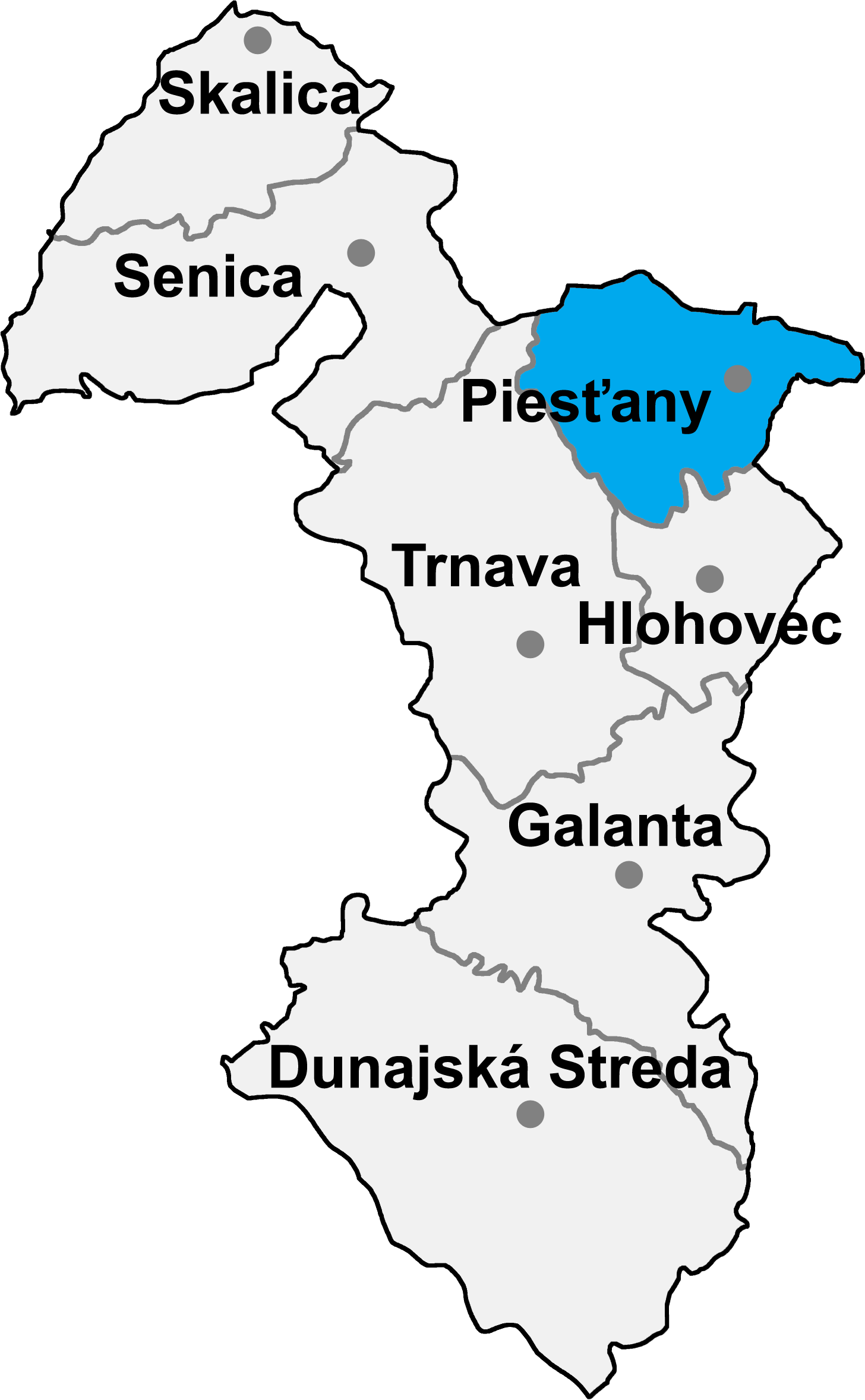

皮耶什佳尼區，是斯洛伐克的一個區，位於該國西部，由特爾納瓦州負責管轄，面積381平方公里，2005年該區人口64,019，人口密度每平方公里170人。